# 박진두
박진두(1996년 3월 28일 ~)는 KIA 타이거즈의 전 야구 선수다.

## 출신 학교
- 광주대성초등학교
- 진흥중학교
- 광주진흥고등학교

## 등번호
- 97 (2014)
- 07 (2015)
- 10 (2016)
- 05 (2019)
- 65 (2020)